# Rusalka (Dargomyzhsky)
Rusalka là vở opera 4 màn của nhà soạn nhạc người Nga Alexandr Sergeyevich Dargomyzhsky. Ông đã viết lời dựa vào bài thơ cùng tên của đại văn hào Nga Aleksandr Sergeyevich Pushkin. Vở opera được Dargomizhsky sáng tác vào năm 1832, sau được trình diễn tại thành phố Sankt Petersburg vào năm 1856